# پل دوآب (کزاز)
پل دوآب در منطقه سوق الجیشی دوآب بنا شده و رابط مکان‌های باستانی و هم چنین در ناحیه اراک است. رودخانه‌های کله، مهاجران، آستانه، تیره و رود بزرگ در محلی به نام دو آب تشکیل رودخانه قره چای را داده که در زمان صفویه پل آجری قوسی شکل بر روی آن احداث گردید که پل ارتباطی مرکز به جنوب ایران بوده است.

## تاریخچه
دربارهٔ نام سازنده و تاریخ احداث آن سند و مدرک معتبری نیست تنها جایی که احتمال می‌رود نامی از این پل به میان آمده باشد در هنگام بازگشت ناصرالدین شاه قاجار از زیارت عتبات عالیات می‌باشد که از آن به عنوان پل بزرگ نام برده شده است.

## سازه
در مجموع طول پل ۱۳۰ متر و عرض آن بین ۵/۵ تا ۷/۵ متر نوسان دارد و بلندترین نقطه پل از کف رودخانه ۵/۷ متر ارتفاع دارد.
این پل دارای هشت چشمه بزرگ و کوچک با طاق‌های تیزه دار است. هر پایه از جلو دارای موج شکن تیز و از پشت دارای پشتیان است. مصالح ساختمانی به کار رفته در پل عبارتنداز: سنگ، آجر و گل آهک. بنای پل از پایین به بالا به ارتفاع حدود ۲/۱ متر سنگ کاری شده و فاقد عناصر تزیینی است. امروزه از این پل جهت عبور احشام و عبور و مرور مردم استفاده می‌شود.

آخرین عملیات مرمت بر روی این پل تاریخی در سال ۱۳۸۲ انجام شده و وضعیت پل تاریخی دو آب اراک به دلیل تخریب‌های محیطی شرایط نامناسبی دارد.